# David Jenkins (bibliotecario)
David Jenkins (29 de mayo de 1912 - 6 de marzo de 2002) fue un bibliotecario, escritor, historiador y editor galés que presidió la Biblioteca Nacional de Gales entre 1969 y 1979. Es más conocido por haber escrito la historia oficial de la Biblioteca Nacional.

## Biografía
Jenkins nació en Blaenclydach, Glamorgan, hijo de un minero de Aberaeron. Sin embargo, debido a su enfermedad, pasó la mayor parte de su infancia bajo cuidado de sus tíos en Penrhyn-coch, Aberystwyth, Ceredigion. Cursó sus estudios en Ardwyn Grammar School, Aberystwyth, y en el Colegio Universitario de Gales de la misma localidad, donde se licenció con matrícula de honor cum laude en literatura galesa en 1936. Allí mismo obtuvo su maestría en 1948. En 1979 recibió el título de doctor en Letras.
En 1948 contrajo matrimonio con Menna Rhys, hija única del reverendo Owen Evans Williams de Penrhyn-coch. Tuvieron un hijo y una hija juntos.
En 1939 comenzó a trabajar en la Biblioteca Nacional como asistente en el departamento de manuscritos. Sirvió como comandante del Ejército Británico durante la Segunda Guerra Mundial. Fue destinado al noroeste de Europa, donde "participó en la liberación de París y en la ofensiva contra Alemania y Polonia, siendo uno de los primeros soldados británicos en llegar a los campos de concentración". En 1949 regresó a la Biblioteca Nacional como ayudante del guardián en el departamento de libros impresos. En 1957 fue nombrado guardián, en 1962 guardián superior, y en 1969 se convirtió en presidente de la Biblioteca Nacional.
Fue editor del Journal of the Welsh Bibliographical Society entre 1964 y 1979, y editor del National Library of Wales Journal desde 1968 hasta 1979. Jenkins también fue recolector de impuestos de hacienda entre 1968 y 1987 y presidente de la Junta de Libros de Gales desde 1974 hasta 1980.
Jenkins fue galardonado con la Orden del Imperio Británico en 1977. Su historia publicada de la Biblioteca Nacional, A Refuge in Peace and War (Un refugio en la paz y en la guerra), le llevó veinte años.
Falleció en Aberystwyth el 6 de marzo de 2002 a los 89 años.